# Stenoserica kolbei
Stenoserica kolbei är en skalbaggsart som beskrevs av Brenske 1901. Stenoserica kolbei ingår i släktet Stenoserica och familjen Melolonthidae. Inga underarter finns listade i Catalogue of Life.